# 杨亦周
杨亦周（1900年10月9日—1969年12月25日），又名杨景源。河北省行唐县人。中华人民共和国政治人物。民革天津地方组织创始人之一，曾任民革中央委员、民革天津市委会主任委员、民革河北省委会主任委员，天津市副市长，河北省副省长，第二、第三届全国政协委员，第三届全国人大代表，天津市第一至四届政协副主席。

## 生平
先后在私塾、行唐县高小、正定中学读书。1919年秋，考入北京大学政治系。1920年秋参加反对北京大学不合理考试制度的斗争中与教务长发生冲突被勒令退学。1921年考入天津的直隶公立法政专门学校，主修法律，后改学商科。1925年毕业留校任商科教员。1926年7月加入国民党，任天津市党部委员兼直隶省党部秘书。1927年4月后为北方国民党的实权派“新中社”骨干。1928年被指派为天津特别市党务指导委员会委员兼组织部长。1929年杨亦周逐步认清南京政府，拒绝出席国民党“三大”，被国民党中央常务委员会撤职。1929年杨亦周1929年，赴日本东京明治大学经济系学习，思想上受到日本最早研究马克思主义的经济学家河上肇的影响。1933年，毕业后转赴英国倫敦大學政治经济学院进行学术研究，并加入反帝大同盟，在中国留学生中宣传抗日救国，批判卖国投降主义，同官办的中国留学生伦敦学会进行针锋相对的斗争。1934年杨亦周应河北省立法商学院聘请，离开英国，取道苏联考察、日本回国，9月任河北省法商学院经济学系主任教授，主讲经济学和经济史，不久，任院秘书兼商学系主任教授。当年即向院长高文伯推荐杨秀峰任院秘书兼政治系教授。1935年6月，高文伯调离，杨亦周暂代院长职务，不久升任院长。中共北方局联络局（局长王世英）副局长南汉宸，通过地下党员阮慕韩(法律系讲师)、杨秀峰与杨亦周建立工作关系。中共有些工作需要他做，或有些同志需要他掩护时，他无不热心帮助。一次，杨亦周闻风公安局要以共产党嫌疑罪名逮捕杨秀峰，他立即让杨秀峰离校躲避。其他如温健公(经济系讲师)、何松亭(商学系讲师)、陈志梅(陈伯达化名)、闻久之(辅导课主任)、连以农(附设高职辅导主任)、黄松龄、徐冰等人，都是在这一时期由中共通过杨亦周派进该院任教任职的。他们在杨的掩护下，以教授、讲师的身份在校内外文化界和教育界上层知识分子中开展工作，并通过讲课和组织各种学会(如经济学会、政治学会、法学会等)向青年学生传播马列主义，宣传中国共产党抗日救国主张，揭露不抵抗主义，发动学生进行抗日救亡运动。这一时期，天津各校抗日救亡运动高涨，法商学院的师生是起了带头推动作用的，特别是在“一·二九”运动中，法商学院成为天津大、中学校的旗帜。杨亦周由于积极发动和支持法商学院学生的爱国行动，1935年11月21日夜被天津警察局秘捕。在法商学院及其他学校师生奋起抗议的巨大声势下，天津警察局长刘玉书被迫释放杨亦周。接着亲日实力派头领齐燮元又唆使其儿子利用与杨的师生关系，反复游说逼迫杨参加“华北自治联盟”。杨亦周为摆脱汉奸纠缠，辞去院长职务，秘密离开天津。1936年2月，杨亦周应北平中国大学政治经济系主任黄松龄（中共地下党员）的邀请，担任名誉教授，讲授世界经济史，并积极参加了“华北各界救国联合会”和“文化界救国联合会”的活动，在文化界、教育界上层人士中开展扩大抗日民族统一战线工作。1936年7月，西北农林专科学校校长辛树帜邀请杨亦周去该校担任秘书长，兼农经系主任教授。即离平赴陕，到武功西北农专任职，主讲政治经济学和农业经济。西安事变发生时，杨亦周此时临时代理校长，即组织涂诒、薛愚伍等教授，共同主持校务，致力于“充实教学设备，提高教学质量，改革教学方法”，对学生强调书本知识和实践相结合，鼓励他们栽培作物和植物，组织他们学习时事政治，参加抗日救国活动。
1937年抗战爆发后，杨亦周被推选为武功农专抗敌后援会负责人，动员全校师生深入农村进行抗日救国宣传，捐献财物支援前方。1938年夏，陈立夫就任教育部长后，下令将国立北平大学农学院和西北农专合并为“國立西北農學院”，派张丕介等CC派亲信到学校担任训导长等职务，掌握政训大权。张丕介与杨亦周、辛树帜争权，同时对两校原有教职员工进行分化瓦解，对学生采取高压手段限制参加抗日活动。张丕介行为激起了学生们的强烈反抗，被从拉出来痛打然后强迫当夜离开学校。陈立夫得知后，下令开除学生领袖，激起了该校学潮。杨亦周和辛树帜站在学生一方。1939年冬，陈立夫下令免除辛树帜院长职务，杨亦周也被迫离开了西北农学院到了西安，经辛树帜介绍认识了第八战区副司令长官胡宗南，胡请杨担任西北经济研究所所长，同时中国国民党中央组织部长朱家骅邀请杨任国民党甘肃省党部主任委员，行政院经济部农本局经理何廉也请杨担任农本局驻西安办事处主任。农本局的主要任务是办理农田水利贷款，建立粮食仓库，经营棉花运销，以及在农村办理合作金库等，杨亦周认为在这个岗位可以为农民办实事，于是他选择接受农本局西安办事处主任的职务。期间，杨亦周拨给陕西水利局大笔贷款，积极支持开凿和整修渭惠、梅惠等灌渠，使200多万亩农田受益；在农村兴办了几十个合作金库和仓库，收购和运销40余万担棉花，支持了西北纱厂的生产。由于工作出色，何廉称赞他“不仅是学者，还是办实业的专家。”1941年冬行政院副院长孔祥熙挤走何廉，派自己亲信到农本局，杨亦周也只好辞职。何廉辞职后为金城銀行财团创办陕甘实业公司自任常务理事，邀请杨亦周担任总经理。杨走上了官僚资本工商业道路，在西安开办陕甘制革厂和陕甘毛织厂，在甘肃永昌县开办畜牧场从事改良羊种工作。当时后方商品奇缺，所获利润不菲。至抗战胜利时，陕甘实业公司的资产比原投资增长十余倍，由八亿增至近百亿。
1945年抗战胜利后，何廉代表金城銀行董事会聘请杨担任天津分行经理。同时童冠賢就任行政院善後救濟總署冀热平津分署署长，坚邀杨担任副署长。原中国银行西安分行经理束雲章已被宋子文委派为中国纺织建设公司总经理，邀请杨出任中纺天津分公司经理。后来三人屡经商谈达成协议：杨亦周可以同时担任这三个职务。1945年11月杨亦周到天津主司冀热平津分署的善后救济工作。1946年初就任中纺天津分公司经理；为照顾与何廉的关系，杨答应挂个不领薪资的金城银行天津分行经理名义，主要工作由分行副经理夏彩臣、李伯坚负责。殷希彭从晋察冀解放区首府张家口来信，请杨在分配善后救济物资时给晋察冀解放区拨一部分卫生器材和医药等物品。在分署正式办公后，杨亦周派两名美国工作人员到张家口调查了解情况，美国人回来报告说“张家口物资十分缺乏，特别是医疗器械和各种药品。”据此，他决定先给张家口一批急需的物资，在北平的童冠贤也同意这样做。不料大批物资准备发运时，被北平行营主任李宗仁和第十一战区司令长官、河北省政府主席孙连仲发觉，下令阻止。童也不敢再坚持原来的决定。杨亦周在1946年2月辞去善后救济分署副署长的职务，杷精力集中于经营中纺天津分公司，共辖七厂，拥有职工两万余人，纱锭近30万枚，各厂生产的纱布由业务课通过2000多家私营纱布商向市场销售，垄断和操纵了华北纱布市场。公司还在国统区各产棉县设有棉花收购处，下设许多收花站，除直接收购棉花外，还委托很多私商代理，形成一个庞大的收购网，对棉花市场进行垄断和控制。1948年兼任天津市参议会议长等职。解放军攻占天津后，除第七厂因被第六十二军毁掉之外，杨亦周将津中纺公司全部企业设备完善地交给中共政府。中纺天津分公司库存的纱布，对天津解放初期平抑物价、稳定市场、保障人民生活起了很大作用。
中华人民共和国成立后，任华北人民政府纺织管理局副局长、出席天津各界代表会议，被选为天津市人民代表、天津市人民政府委员、天津市政协副主席。1951年，参加中国国民党革命委员会，当选为中央委员、民革天津市主委。1953年当选第二届全国政协委员。1954年当选天津市副市长（1955年1月-1958年6月，行政九级）兼市纺织工业局局长，分管工业生产。1958年当选为河北省副省长，分管文教、卫生工作。1958年以后，任民革河北省和天津市委员会主任委员、河北省政协副主席、河北省人大代表。1964年当选第三届全国人大代表。文化大革命中被关押，逝世于天津。终年69岁。